# Xavier Nady
Xavier Clifford Nady (né le 14 novembre 1978 à Salinas, Californie, États-Unis) est un joueur de baseball qui évolue dans les Ligues majeures. Il est présentement agent libre.
Nady remporte la Série mondiale comme membre des Yankees de New York, bien que sur la liste des joueurs blessés lorsque le club gagne le finale de 2009, puis avec les Giants de San Francisco en 2012.

## Carrière

### Padres de San Diego
Xavier Nady est un choix de 2e ronde des Padres de San Diego en 2000. Il joue son premier match dans les majeures le 30 septembre 2000 sans même passer par les ligues mineures. Après cette unique partie, durant laquelle il frappe un coup sûr à sa seule présence au bâton, il est cédé au club-école des Padres et joue en ligue mineure jusqu'à son retour avec le grand club en 2003. À sa saison recrue, il frappe 9 coups de circuit et totalise 39 points produits en 110 matchs.

### Mets de New York et Pirates de Pittsburgh

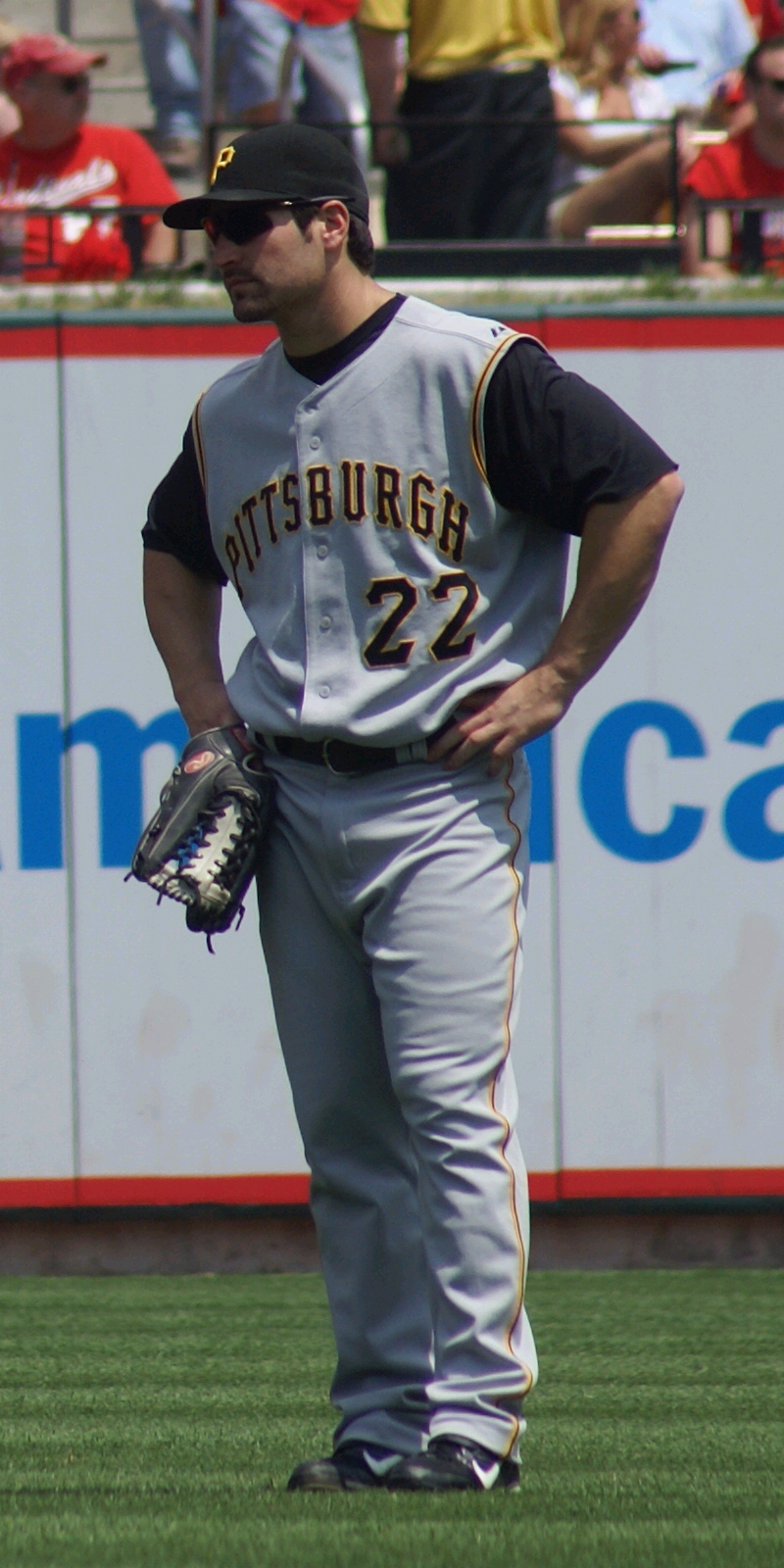
Xavier Nady dans le champ extérieur des Pirates en 2007.

Après deux autres saisons à San Diego, il est échangé aux Mets de New York le 18 novembre 2005 pour Mike Cameron. Nady connaît sa meilleure saison jusque-là en offensive en 2006 : il améliore ses totaux de 13 circuits et 43 points produits de l'année précédente en frappant 17 circuits et en faisant marquer 63 points pour les Mets, puis les Pirates de Pittsburgh. En effet, à la date limite des échanges le 31 juillet 2006, Nady est transféré aux Pirates en retour des lanceurs Oliver Perez et Roberto Hernandez.
En 2007 pour Pittsburgh, le voltigeur atteint les 20 coups de circuit pour la première fois. Il produit 72 points.

### Yankees de New York

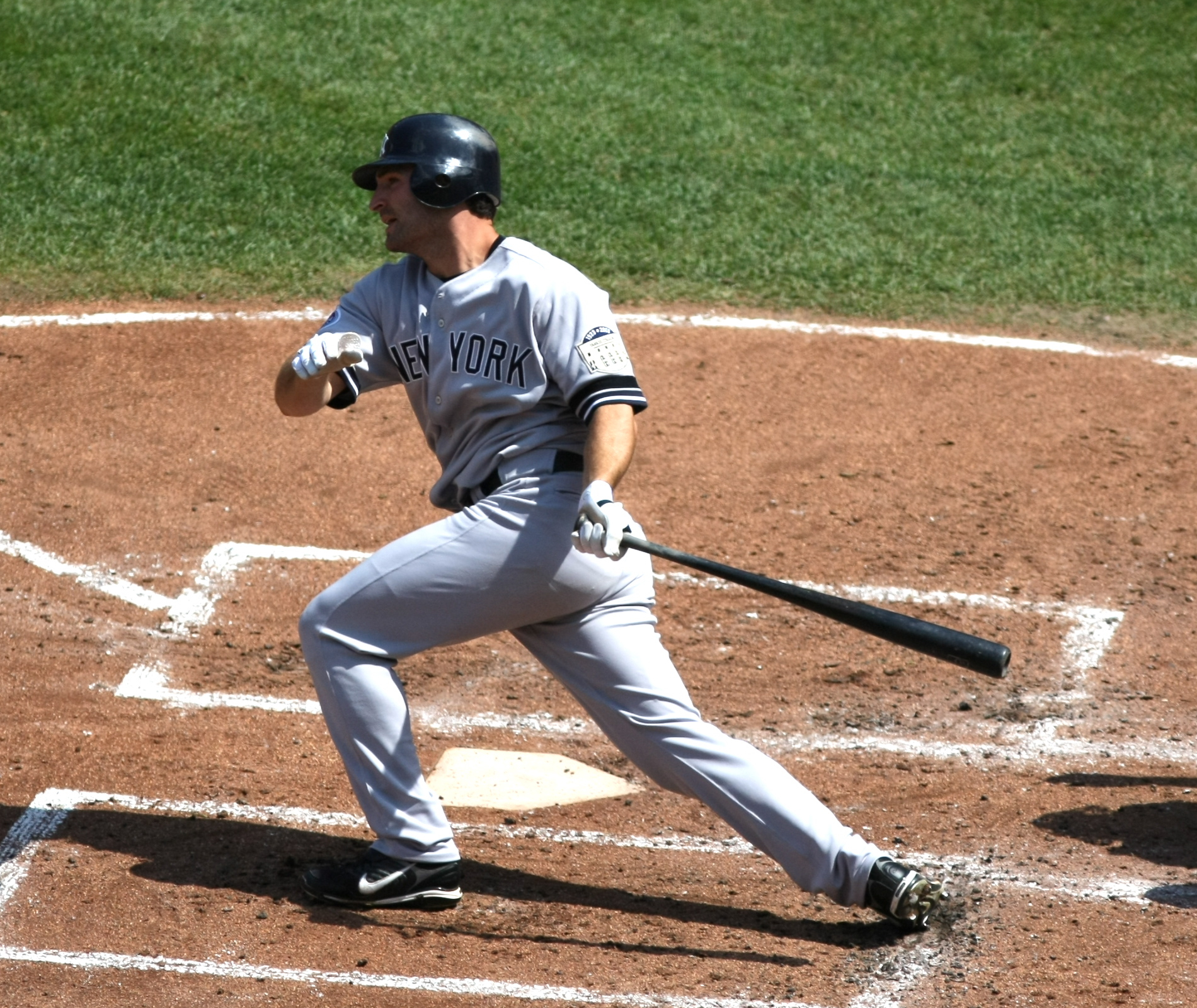
Xavier Nady en août 2008 avec les Yankees de New York.

Il amorce la saison 2008 chez les Pirates mais est échangé le 26 juillet aux Yankees de New York. Damaso Marte passe également aux Yankees alors que les Pirates obtiennent Jeff Karstens, Ross Ohlendorf, Jose Tabata et Daniel McCutchen. Nady présente ses meilleurs chiffres offensifs en carrière au cours de cette année. En 148 parties pour les deux équipes, il maintient une moyenne au bâton de 305 avec 169 coups sûrs, 25 circuits et 97 points produits.
Avant le début de la saison 2009, il signe un contrat d'un an pour 6,65 millions de dollars avec les Yankees. L'investissement de ces derniers n'est pas très profitable puisque Nady se blesse à l'épaule en tout début de saison, le 14 avril, et doit subir une opération après avoir aggravé sa blessure lors d'un match dans les ligues mineures qu'il disputait afin de retrouver la forme. Il n'aura joué que 7 parties avec le club au cours de l'année et est sur la liste des joueurs blessés jusqu'à la fin de la Série mondiale 2009 gagnée par les Yankees.

### Cubs de Chicago
Devenu agent libre, il signe en janvier 2010 une entente d'un an pour 3,3 millions de dollars avec les Cubs de Chicago. Nady joue 119 matchs en 2010, surtout au premier but, pour les Cubs et il frappe pour 256 avec six circuits et 33 points produits.

### Diamondbacks de l'Arizona
Après une seule année chez les Cubs, Nady devient de nouveau joueur autonome et prend le chemin de l'Arizona après avoir signé une entente d'une saison avec les Diamondbacks. Réserviste au premier coussin, il entre en jeu dans 82 parties de son équipe et frappe pour ,248 avec 4 circuits et 35 points produits.

### Nationals de Washington
En mars 2012, Nady rejoint les Nationals de Washington[réf. souhaitée]. En 40 parties à Washington, Nady frappe sous la ligne de Mendoza avec sa moyenne de,157. Il claque 3 circuits et produit 6 points. Les Nationals le libèrent le 29 juillet. 

### Giants de San Francisco
Le 5 août, il rejoint les Giants de San Francisco. Il frappe un circuit, produit sept points et maintient une moyenne au bâton de ,240 en 17 matchs de saison régulière avec les Giants, complétant la saison régulière 2012 avec 4 circuits, 13 points produits et une moyenne de ,184 en 59 parties au total pour Washington et San Francisco. Les Nationals et les Giants ne l'utilisent qu'au champ extérieur cette saison-là. Il entre en jeu dans quatre matchs des Giants durant la Série de divisions que ceux-ci disputent aux Reds de Cincinnati mais ne soutire qu'un but-sur-balles en six passages au bâton. Laissé de côté pour le reste des éliminatoires, il savoure tout de même la conquête de la Série mondiale 2012 avec San Francisco.

### Retour à San Diego
Nady joue 2013 en ligues mineures dans l'organisation des Royals de Kansas City et des Rockies du Colorado. En 2014, il retourne pour 22 matchs là où il avait commencé sa carrière : chez les Padres de San Diego. Il est libéré à la fin mai alors qu'il n'avait frappé que pour,135 de moyenne au bâton, avec 3 circuits et 4 points produits.